# Archana Singh-Manoux
Archana Singh-Manoux est une épidémiologiste française, directrice de recherche au Centre de recherche épidémiologie et statistiques (CRESS), rattaché à l'Inserm, et lauréate de l’European Young Investigator Awards (EURYI), du prix Recherche de l'Inserm, et du Prix Coups d’élan pour la recherche française de la Fondation Bettencourt Schueller.

## Biographie
Archana Singh-Manoux est née en Inde. Elle obtient son baccalauréat en 1985. Elle poursuit ses études en psychologie sociale, d’abord à New Delhi (bachelor’s degree en 1988), puis en France à l’université Paris Nanterre où elle obtient son doctorat en 1998. Bien que ça ne soit pas en phase avec sa formation, elle fait en 2000 un post-doctorat à l’University College de Londres dans un laboratoire travaillant sur la santé des populations. Elle se lance alors dans l’étude du vieillissement cognitif.
Quelques années plus tard, elle rentre en France, obtient une chaire d’excellence, réussit le concours de l’Inserm et décroche un financement du Conseil européen de la recherche (ERC). Grâce à celui-ci, elle crée sa propre équipe au sein de l’unité Épidémiologie et biostatistiques de l'INSERM jusqu'en 2018.
En 2007, elle obtient son habilitation à diriger des recherches à l'INSERM.

## Distinctions et récompenses
- Prix Recherche de l'Inserm (2015)[2]
- Prix Coup d’Élan pour la recherche française de la Fondation Bettencourt Schueller[1] (2018)